# Скупштина општине
Скупштина општине као представнички орган има искључиво политичке функције, доноси статут општине, одлуке и друге општинске прописе, потврђује буџет, потврђује ребаланс буџета ако је потребан и доноси завршни рачун буџета, развојне и друге планове и програме, врши надзор над радом извршних органа општине и административне службе, бира скупштинско руководство (председника, потпредседника и секретара скупштине), доноси пословник о свом раду, Одлуку о симболима општине и врши друге послове утврђене законом и статутом општине. Скупштину општине чине одборници који се бирају на време од четири године, у складу са изборним прописима.
Скупштина општине доноси одлуке и одлучује о другим питањима из своје надлежности већином гласова укупног броја одборника, а потребна већина за одлучивање може се прописати законом и статутом општине. Скупштина може основати сталне или повремене радне органе (комисије, одборе и савете) за извршење својих задатака, а њихова надлежност, састав и начин рада прописују се пословником о раду скупштине општине.